# 卡伦·瓦伦丁
卡伦·瓦伦丁（英語：Karen Valentine，1947年5月25日—），女，美国演员。曾获得黄金时段艾美奖喜剧类电视系列剧最佳女配角。